# 安德鲁·梅隆礼堂
安德鲁·梅隆礼堂（英語：Andrew W. Mellon Auditorium；原名Departmental Auditorium）是美國一个750座位的历史建筑，新古典主义风格，位于华盛顿哥伦比亚特区西北区宪法大道1301号。礼堂连接美国国家环境保护局大楼的两翼，由美国联邦政府拥有，但供公众使用。
以旧金山为基地的美国建筑师小亚瑟·布朗设计了礼堂，以及与其相邻的两栋建筑。建筑风格是新古典主义，如同联邦三角的所有建筑物。礼堂的门廊包括6根多立克柱。山花上的雕塑描绘美国的女性化身哥伦比亚坐在宝座上，右边是鹰，左边是一个裸体青年。第二山花则描绘乔治·华盛顿在特伦顿战役。内部是布杂艺术风格。室内照明由布朗设计。天花板最初漆成蓝色。
整个建筑被称为“全国最壮丽的礼堂之一。”
1932年12月15日，胡佛总统同时为两座大楼奠基。美国劳工联合会主席威廉·格林出席了奠基仪式。1935年2月25日，劳工/ICC 大楼和部门礼堂揭幕。

## 历史
美国和世界历史上几个重要的事件都发生在梅隆礼堂。1940年，富兰克林·罗斯福总统从礼堂舞台宣布征兵。 1949年4月4日，北大西洋公约在礼堂签署，北大西洋公约组织成立。1994年，比尔·克林顿总统在此签署北美自由贸易协定。2004年9/11委员会在礼堂公布其调查结果。
劳工/ICC 大楼现在是美国环境保护署的总部。部门礼堂在1987年更名安德鲁·梅隆礼堂，以纪念美国财政部部长安德鲁·梅隆，他负责监督联邦三角建设项目的开发，以及部门礼堂计划。
梅隆礼堂在1966年列入国家史迹名录，作为宾夕法尼亚大道国家历史遗址的一个子项目。2000年进行修复。